# بخش ورنمو
بخش ورنمو (به سوئدی: Värnamo kommun) یک ناحیه شهری در سوئد است که در شهرستان یونشوپینگ واقع شده‌است.